# Tom Johnston (econoom)
Thomas Lothian (Tom) Johnston  (Whitburn, 9 maart 1927 - Edinburgh, 25 maart 2009) was een Brits econoom.
Johnston studeerde economie aan de Universiteit van Edinburgh. Professor Alexander Gray stuurde hem vervolgens naar de Zweedse economen en latere Nobelprijswinnaars Gunnar en Alva Myrdal om zich verder te specialiseren in arbeidsmarkttheorie en in de theorie van de welvaartsstaat. In zijn proefschrift verdedigde Johnston de stelling dat oplossing voor de arbeidsmarktvraagstukken lag in onderhandelen en niet in confrontatie. Van 1966 tot 1976 was hij hoogleraar economie aan de "Heriot-Watt University" in Edinburgh. In 1977 werd hij de eerste  voorzitter van de "Manpower Services Committee for Scotland" en in 1981 keerde hij terug naar de "Heriot-Watt University" om er vice-kanselier te worden.

## Bron
- Tom Johnston: Influential economist who worked to forge links between academia and industry, www.independent.co.uk

- CiNii: DA11136999
- Gemeinsame Normdatei: 172176158
- International Standard Name Identifier: 0000 0001 1455 5822
- Library of Congress Control Number: no96058732
- Nationale bibliotheek van Australië: 36318579
- Nationale Bibliotheek van Israël: 987011508166805171
- SNAC: w6959x8h
- Système universitaire de documentation: 110680170
- Virtual International Authority File: 115877049
- WorldCat: E39PBJycTwCMvX8wp9xGCkYQMP